# The Inland Whale
The Inland Whale («La ballena de tierra» en español) es un libro de 1959 de Theodora Kroeber. Es un recuento de nueve piezas del folklore indígena estadounidense, junto con comentarios de la autora. La prosa de Kroeber recibió elogios, aunque un crítico señaló que se había tomado algunas libertades con las narraciones. El libro fue descrito como una obra de literatura comparada, que buscaba demostrar el mérito literario de las tradiciones orales indígenas.

## Contenido
The Inland Whale contiene nueve piezas de folklore indígena estadounidense y una gran sección de comentarios del autor. Las fuentes de las historias incluyen dos leyendas inéditas de los pueblos Yurok y Karok narradas a Theodora Kroeber y su esposo Alfred, así como material en colecciones existentes de los grupos indígenas Yana, Maidu, Yokuts y Mojave. Las piezas comparten un tema común de heroínas. Uno es un poema y otro un extracto de una obra épica más larga. Las piezas están vagamente traducidas por Kroeber, quien también las editó para hacerlas accesibles a los occidentales sin conocimientos de etnología. Kroeber ocasionalmente fusionó versiones de las historias de diferentes grupos. La sección de comentarios contiene referencias a la publicación original de todas las piezas. También cubre la historia y distribución de cada pieza. La introducción del libro es del antropólogo Oliver La Farge.

## Recepción
El erudito David French, al revisar el libro para el Journal of American Folklore, lo comparó favorablemente con otras narraciones de historias indígenas estadounidenses y escribió que era útil tanto para académicos como para laicos. Según French, las historias se habían editado de manera «consciente y responsable», y el libro «demostró que un enfoque condescendiente de la literatura oral india es innecesario». Agregó que para el lector en general las historias eran «absorbentes» y podían «[evocar] placer, ternura, incluso horror». Butler Waugh, escribiendo en Midwest Folklore, dijo de manera similar que a pesar de estar escrito para una audiencia popular, el libro era «excelente para los folcloristas», y agregó que las notas de Kroeber hicieron que «valiera la pena y más». El erudito Walter Goldschmidt escribió en el American Anthropologist que Kroeber había «construido mucho mejor de lo que cree» y elogió su prosa «sensible, casi lírica». Sin embargo, Goldschmidt dijo que las historias tenían «demasiado de sí misma» respecto a Kroeber, y que Kroeber posiblemente se había tomado demasiadas libertades con las narraciones originales. El folclorista James Tidwell criticó la modificación del estilo narrativo de Kroeber en la historia «Dance Mad», pero por lo demás calificó el libro de «excelente».

## Análisis
The Inland Whale ha sido descrita como una obra de literatura comparada. Goldschmidt escribe que el trabajo de Kroeber se encuentra en una larga tradición de recuentos de narraciones populares, como las de Hans Christian Andersen, los hermanos Grimm y Joel Chandler Harris, que Kroeber amplía al examinar una tradición oral. French señala que los estudiosos con frecuencia descuidaban las historias de los indígenas estadounidenses, ya que se transmitían oralmente; Kroeber buscó en su libro demostrar su mérito como literatura. Kroeber examina las «implicaciones literarias» de las historias en su comentario al final del libro. Las historias se asemejan a distintas formas de literatura escrita: Waugh, por lo tanto, argumenta que las historias demostraron «variaciones de género» en las tradiciones orales. Charles S. Bryant, al revisar una reimpresión de 1965, comentó que el mayor valor del libro puede residir en comunicar el valor de las tradiciones orales a una audiencia laica. El erudito Donald C. Cutter escribió que el libro mostraba la amplia variación cultural dentro de los pueblos indígenas de California, y allí contenía una lección valiosa para los historiadores que los veían como un pueblo monolítico.